# Scheppingsverhaal van de Yoruba
Er zijn verschillende varianten bekend van het scheppingsverhaal in de godsdiensten van de Yoruba (West-Afrika).

## Obatala en Oduduwa
In een ervan neemt de god Olodumare de beslissing om de aarde vorm te geven. Er is dan alleen nog lucht en zee. Hij smeedt een lange ketting van goud, om naar beneden af te dalen. Zijn boodschapper Obatala krijgt een kalebas met zand mee, en een kip met vijf sporen. Op een feest onderweg drinkt Obatala te veel, en valt in slaap. Zijn assistent Oduduwa neemt de taak over, giet het zand op het water, en zet de kip erop neer. Deze begint in het zand te scharrelen, en verstrooit het. Waar het zand neerkomt, ontstaat land. Als Obatala weer bijkomt uit zijn roes, raakt hij overstuur als hij ziet dat zijn assistent zijn taak al volbracht heeft. Hij krijgt daarom een volgende opdracht, en dat is de mensen te scheppen die het land kunnen bevolken. Hij boetseert de eerste mensen van klei. Olodumare maakt het werk af door levenskracht (ase) te geven aan de vormen. Obatala is een beetje grillig, en maakt zo af en toe ook nog een foutje als hij dronken is. Er ontstaat dus een verscheidenheid aan mensen, van wie sommigen gebreken hebben. Zo is de wereld ontstaan in Ile-Ife. Oduduwa zet voet aan wal en wordt de eerste koning van de staat.
Volgens een andere versie zag de grote luchtgod Olodumare dat de aarde een onmetelijke oceaan was. Hij riep zijn zonen Obatala en Oduduwa en stuurde hen met een tas, een hoen en een kameleon naar de aarde. Olodumare liet een grote palmboom neer op het water, zodat de broers via de takken konden afdalen. Obatala hakte toen in op de bast van de boom en brouwde palmwijn van het zoete sap. Daarna viel Obatala dronken in slaap. Oduduwa was ook afgedaald en maakte de tas open. Het zand dat er in zat strooide hij over het woelige water uit. De kameleon liet Oduduwa over het zand lopen. Op de bodem van de tas vond Oduduwa donkere aarde, die hij over het zand uitstrooide. De hoen zette hij neer en die verspreidde de aarde wijd en zijd. 'Waar de grond neerkwam, vormde zich het grote Afrikaanse continent.' Oduduwa kreeg van zijn vader Olodumare Aje (weelde of welvaart) en een zak maïs om te zaaien, kaurischelpen om mee te handelen en 'drie staven ijzer om wapens en landbouwgereedschap te maken.' Oduduwa gaf de plaats waar hij zijn scheppingsdaad had volbracht de naam Ile-Ife (weids huis) 'en daar verscheen een van de grootste steden van de Yoruba.'
Olodumare is ook bekend onder de naam Olorun. Deze versies van het verhaal sluiten aan bij de historische traditie dat Oduduwa de eerste vorst van de Yoruba was.

### Oranyan
Oranyan was de zoon van Oduduwa, die na het overlijden van zijn vader het rijk overnam. Oranyan was een voortreffelijke vorst, die Ile-Ife verdedigde tegen de buurvolken. Toen ook hij stierf beloofde hij terug te keren als de stad werd bedreigd. Hij stak zijn houten staf midden op het marktplein in de grond, die in een stenen zuil veranderde, 'Oranyans Staf'. Hij gaf de stamoudsten geheime woorden om hem mee op te kunnen roepen. Een keer, toen de nood hoog was, kwam hij uit de aarde om de tegenstanders te verdrijven, maar een andere keer, toen het volk dronken was en de oudsten werden gedwongen Oranyan op te roepen, doodde hij in de duisternis zijn eigen volk. Dat was de laatste keer dat hij werd gezien.

## Oranmiyan
Volgens een andere versie schiep Olodumare zeven prinsen, die hij naar de aarde stuurde via een grote palm. De zes oudste prinsen, Olowu, Onisabe, Orangun, Oni, Ajero en Alaketu, pakten van de geschenken die de hemelgod Olodumare hen had gegeven, zakken met kaurischelpen en kralen en keerden naar de hemel terug. Een kip, twintig ijzerstaven en een vreemde, in stof gewikkelde substantie, lieten de zes oudste prinsen achter voor de jongste prins, Oranmiyan. In de stof vond Oranmiyan 'een zwart poeder dat hij uitgooide boven het water aan de voet van de boom. De kip vloog naar beneden en verspreidde het wijd en zijd, en zo ontstond land.' Oranmiyan vestigde zich op het nieuwe land en toen kwamen de zes oudste prinsen terug. Ze eisten hun deel. Oranmiyan weigerde hen hun deel te geven en liet hen het wapenarsenaal zien, dat hij uit het ijzer had gesmeed. Daarop bogen de zes oudste prinsen diep. Ze kregen een klein deel van het land, op voorwaarde dat zij en hun nageslacht onderworpen zouden zijn aan Oranmiyan. 
Volgens deze versie was Oranmiyan de eerste koning van de Yoruba.